# 잔 마이클 빈센트
잰마이클 빈센트(영어: Jan-Michael Vincent, 1944년 7월 15일 ~ 2019년 2월 10일)는 미국의 배우이다.

## 출연 작품

### 영화
- 철인들 (1969)
- 네이비 아웃사이더 (1970, Tribes)
- Going Home (1971)
- 냉혈인 (1972)
- The World's Greatest Athlete (1973)
- 버스터와 빌리 (1974, Buster and Billie)
- 허망한 경주 (1975)
- 하이웨이 인생 (1975)
- 베이비 블루 머린 (1976, Baby Blue Marine)
- 불타는 도시 (1976, Vigilante Force)
- 빅 웬즈데이 (1978)
- 후퍼 (1978)
- 리턴 (1980, The Return)
- 디파이언스 (1980)
- 텍사스여 안녕 (1981, Hard Country)
- 암살 묵시록 (1989, Hit List)
- 레드 타겟 (1996)
- White Boy (2003)

### 텔레비전
- 보난자 (1968)
- 전쟁의 폭풍 (1983, The Winds of War)
- 출동! 에어울프 (1984-86) - 스트링펠로 호크 역